# Крутые Горки (Оренбургская область)
Крутые Горки — посёлок в Соль-Илецком районе Оренбургской области России.

## История
В 1966 г. Указом Президиума ВС РСФСР поселок фермы овцеводческого колхоза «Заветы Ленина» переименован в Крутые Горки.

## Население
| 2010 |
| ---- |
| 25   |